# 大沢野総合運動公園
大沢野総合運動公園 (おおさわのそうごううんどうこうえん) は、富山県富山市にある都市公園（運動公園）である。
1982年3月9日に14.4haにて都市計画が決定され、1998年4月11日の多目的広場の完成を以て、ほぼ施設が整った。

## 主な施設
個別に出典が提示されていない箇所の出典→
大沢野スタジアム（野球場）
- 1995年建設[4]、同年3月28日に完工式[5]。
- 両翼 - 98m
- 中堅 - 122m
- バックネット間 - 20m
- 面積 - 13,620 m2[4]
- ピッチ - 内野：土、外野：天然芝[4]
- 照明施設無し
- スコアボード有り
- 放送施設有り
- 収容人数 - 内野2,010席、外野2,990席[4]

陸上競技場
- トラック1周400m、直線コース100m 8コース
- トラック器質 - ポリウレタン
- 芝張り有り、放送施設有り、測定記録装置無し、照明施設有り
- スタンド収容人数 - 2,170人

多目的広場
2000年とやま国体でのソフトボールの競技会場として1994年から整備され、1988年4月11日に完成した。野球やソフトボール用コートを2面確保できるグラウンドがある。
競技面積14,500 m2、敷地面積35,955 m2（内公園芝生9,000 m2）、ソフトボール2面、ジョギング・ウォーキングコース有、公衆便所、あずまや、大型遊具有り、グラウンド面芝張り、照明施設、放送施設無し。
自由広場
敷地面積32,500 m2、芝生自由広場7,700 m2、芝張り面積17,385 m2、ジョギング・ウォーキングコース、公衆トイレ、あずまや、多目的広場に隣接。

## アクセス
- 国道41号バス停「上二杉（かみふたすぎ）」下車徒歩15分[3]。
- E8北陸自動車道富山インターチェンジから国道41号を高山方面へ向かい大沢野消防署前信号機を左折、総合運動公園まで直進[3]。